# Emil Arpáš
Emil Arpáš (27. ledna 1928 Bratislava – 29. června 1991 tamtéž) byl slovenský fotbalový útočník. Jeho starší bratr Ján Arpáš byl slovenským fotbalovým reprezentantem.

## Hráčská kariéra
V československé lize hrál za ŠK/Slovan ÚNV Bratislava a ČH Bratislava, vstřelil jednu prvoligovou branku. Se Slovanem se stal v ročníku 1955 mistrem ligy.

### Prvoligová bilance
| Ročník          | Zápasy | Góly | Minuty | Klub                  |
| --------------- | ------ | ---- | ------ | --------------------- |
| I. liga 1946/47 | –      | 0    | –      | ŠK Bratislava         |
| I. liga 1947/48 | –      | 1    | –      | ŠK Bratislava         |
| I. liga 1953    | –      | 0    | –      | ČH Bratislava         |
| I. liga 1954    | 17     | 0    | 1 451  | Slovan ÚNV Bratislava |
| CELKEM I. LIGA  | –      | 1    | –      |                       |